# Urszula Żegleń
Urszula Maria Żegleń (ur. 24 marca 1949 w Będzinku) – polska filozof, profesor Uniwersytetu Mikołaja Kopernika w Toruniu. Zajmuje się kwestiami filozofii umysłu, dualizmu, fizykalizmu oraz filozofii logiki. 

## Życiorys
Od 1974 była pracownikiem Katolickiego Uniwersytetu Lubelskiego. Doktoryzowała się w 1980 na podstawie pracy "Analiza semantyczna ontologii Romana Ingardena" napisanej pod kierunkiem ks. Stanisława Kamińskiego. W 1991 roku otrzymała habilitację, na podstawie pracy pt. "Modalność w logice i w filozofii. Podstawy ontyczne". Od 1996 jest pracownikiem Uniwersytetu Mikołaja Kopernika w Toruniu. W 2007 otrzymała tytuł profesora nauk filozoficznych.
Jest przewodniczącą Komitetu Naukoznawstwa PAN, członkiem Komitetu Nauk Filozoficznych PAN, współzałożycielką Polskiego Towarzystwa Kognitywistycznego (2001) i prezesem zarządu tegoż towarzystwa (2001-2006).

## Wybrane publikacje

### Autor
- Modalność w logice i w filozofii. Podstawy ontyczne, Polskie Towarzystwo Semiotyczne, Warszawa, UW 1990, ss. 404 (seria: Znak-Język-Rzeczywistość. Biblioteka Myśli Semiotycznej)
- Wprowadzenie do semiotyki teoretycznej i semiotyki kultury, Toruń, UMK 2000, ss. 280
- Filozofia umysłu. Dyskusja z naturalistycznymi koncepcjami umysłu, Toruń, wyd. A. Marszałek 2003, ss. 349

### Prace redakcyjne
- St. Kamiński, Metoda i język. Studia z semiotyki i metodologii nauk, Lublin, Towarzystwo Naukowe KUL 1994, ss. 530
- Philosophy of Mind in the Lvov-Warsaw School, Axiomathes, Trento, Centro Studi per la Filosofia Mitteleuropea, vol. VI, 1995
- Dyskusje z Davidsonem o prawdzie, języku i umyśle, Lublin, Towarzystwo Naukowe KUL 1996, ss. 355.
- Donald Davidson. Truth, Meaning and Knowledge, London-New York, Routledge 1999, ss. 186, "Introduction to Reading Davidson" K. Ludwig & U. Żegleń
- Pragmatyzm i filozofia Hilarego Putnama, Toruń, UMK 2001, ss. 266.
- Hilary Putnam. Pragmatism and Realism, ed. James Conant & U. Żegleń, (wstęp do dwu części – U. Żegleń), London-New York, Routledge, ss. 242